# Budynek Kasy Chorych w Gdańsku
Budynek Powszechnej Rejonowej Kasy Chorych w Gdańsku (niem. Allgemeine Ortskrankenkasse) – budynek kasy chorych zaprojektowany przez  Adolfa Bielefeldta w stylu ekspresjonizmu ceglanego. Powstał w latach 1925–1927. Była to największa i najbardziej nowoczesna inwestycja budowlana Wolnego Miasta Gdańska. Obecnie mieści przychodnie lekarskie, biura Sanepidu i aptekę. Potocznie nazywany jest „przychodnią na Wałowej” lub „ubezpieczalnią”.

## Historia

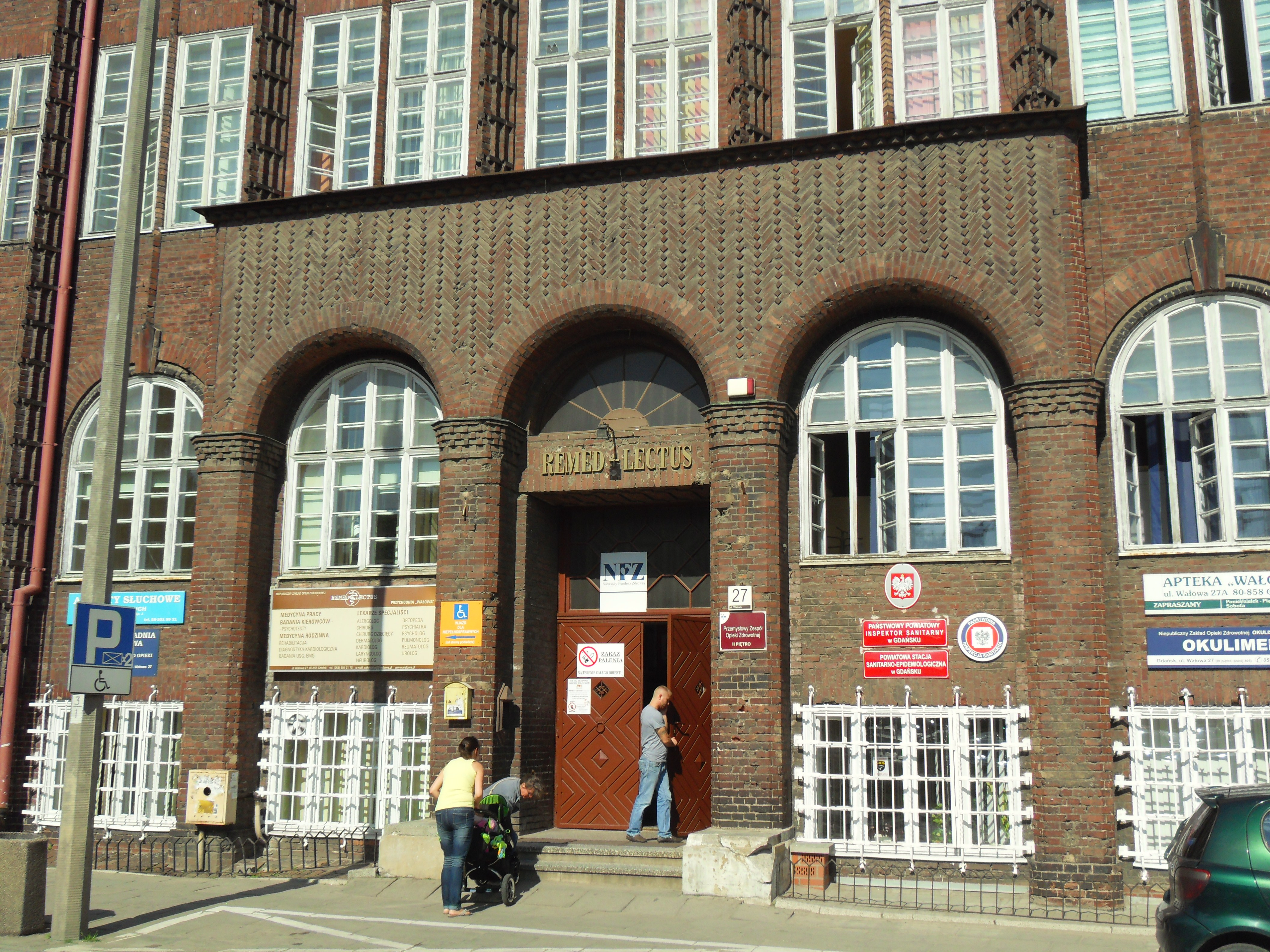
Wejście główne

Założona w 1914 r. Powszechna Rejonowa Kasa Chorych początkowo mieściła się przy ul. Piwnej. W 1924 r. po zakupie działki przy ul. Wałowej ogłoszono konkurs na projekt nowej siedziby, w którym zwyciężył Adolf Bielefeldt. Żelbetową konstrukcję szkieletową zaprojektował Richard Kohnke. Budowa rozpoczęła się 5 stycznia 1925 r. Główny gmach oddano do użytku 9 października 1926 r., a skrzydło mieszczące zakład balneologiczny 30 kwietnia 1927 r. Po II wojnie światowej budynek mieścił m.in. przychodnie lekarskie, Zespół Niepublicznych Poradni Specjalistycznych i Stację Sanitarno-Epidemiologiczną.
W 2019 r. budynek wpisano do rejestru zabytków.

## Architektura

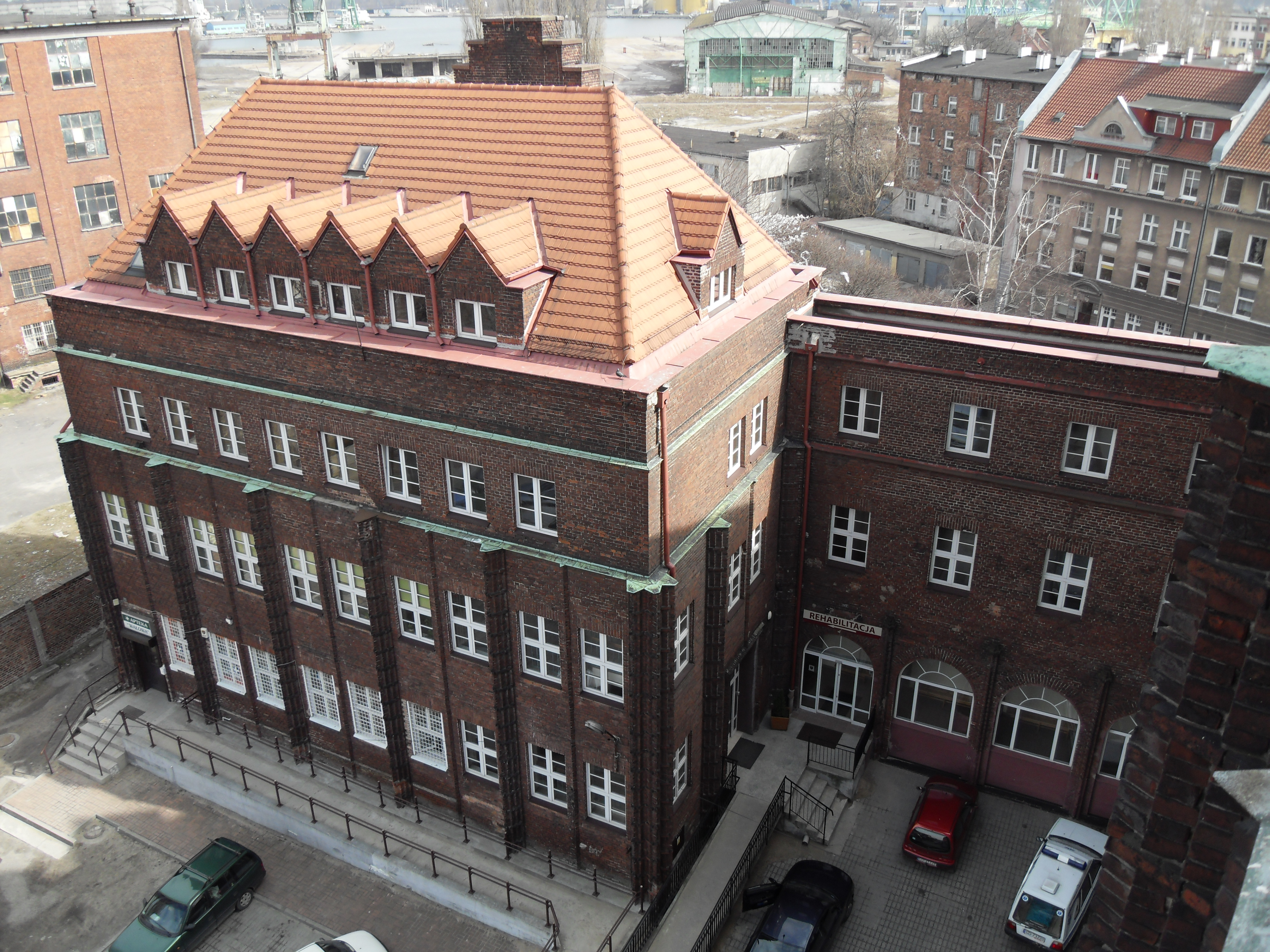
Skrzydło dawnego zakładu balneologicznego

Gmach wzniesiono na pofortecznych terenach naprzeciwko dawnych koszar artylerii. Ze względu na niestabilny grunt posadowiono go na 300 betonowych palach. Symetryczną fasadę z wejściowym portalem na osi zaprojektowano na planie łuku dopasowanego do łagodnego zakrętu ulicy Wałowej. Elewacje ozdobiono ceglaną dekoracją o zróżnicowanej fakturze, nawiązującą do gotyckiej architektury ceglanej. W piwnicy znajdowały się magazyny, archiwum i dwa mieszkania służbowe. Na parterze urządzono pomieszczenie operacyjne z 28 stanowiskami do obsługi interesantów. Na pierwszym piętrze była sala konferencyjna, pomieszczenia dla zaprzysiężonego lekarza i biuro zarządu. Na drugim piętrze znajdowały się biura i dwa mieszkania służbowe, z których jedno przeznaczone było dla dyrektora kasy. Trzecie i czwarte piętro zajmowały po cztery mieszkania służbowe, a poddasze mieściło pralnię, suszarnię, dodatkowe pomieszczenie archiwalne i kolejne dwa mieszkania dla niższego personelu.